# Ira Gershwin
Ira Gershwin, rodným jménem Israel Gershowitz, (6. prosince 1896 – 17. srpna 1983) byl americký textař, který spolupracoval převážně se svým mladším bratrem, hudebním skladatelem Georgem Gershwinem. Spolu s ním napsal několik písní pro broadwayská divadla a společně s DuBose Heywardem je autorem libreta k bratrově opeře Porgy a Bess.

## Život
Narodil se v roce 1896 v New Yorku do židovské rodiny. Již od dětství se věnoval četbě a během studií přispíval do různých školních časopisů. Roku 1914 úspěšně dokončil střední školu Townsenda Harrise v Queensu a začal docházet na City College of New York, ale školu nedokončil. Na počátku dvacátých let se začal společně se svým mladším bratrem věnovat hudbě. V roce 1932 získal Pulitzerovu cenu. Zemřel v roce 1983 ve věku 86 let.